# HD 150259
HD 150259，又名BD-20 4537，SAO 184541、HR 6190，是一颗恒星，视星等为6.26，位于銀經358.46，銀緯16.97，其B1900.0坐标为赤經16h 34m 40.7s，赤緯-20° 16.97′ 49″。